# Theodor Adrian von Renteln
Theodor Adrian von Renteln (Mogilew, 14 settembre 1897 – 1946) è stato un politico tedesco.

## Biografia
Immigrato bielorusso, studiò legge all'Università di Berlino ed economia all'Università di Rostock. Nel 1928 aderì al Partito Nazista, e fondò e diventò presidente della Lega Nazionalsocialista degli Scolari (NationalSozialistischer Schülerbund, NSS). Nel 1931 Hitler lo mise a capo della Gioventù hitleriana, ruolo da cui si dimise nel 1932, anno in cui fu eletto deputato e in cui fondò e divenne leader del NS-Kampfbund für den Gewerblichen Mittelstand (Lega di combattimento per le piccole e medie imprese).
Dopo avere ottenuto prestigiosi incarichi in varie istituzioni, nel 1941 fu nominato Commissario Generale (Generalkommissar) della Lituania. Catturato dai russi, fu impiccato nel 1946.